# 도우인시스
주식회사 도우인시스(영어: Dowooinsys)는 초박형 강화유리(UTG) 유리 기업이다.

## 역사
도우인시스는 2010년 3월 25일에 설립되었다.
삼성디스플레이가 삼성벤처투자와 결성한 신기술투자조합(SVIC) 펀드가 회사의 최대주주였으나 2023년 반도체·디스플레이 장비업체인 뉴파워프라즈마에 매각하였다.
2025년 주관사를 키움증권으로 상장을 준비 중이며,동년 7월 23일에 상장된다.